# Agustín Millares Torres
Agustín Millares Torres   (Las Palmas de Gran Canaria, 25 d'agost de 1826 - Las Palmas de Gran Canaria, 17 de maig de 1896) fou un historiador, novel·lista i músic canari.
Des de molt jove començà afeccionar-se a la música, i als quinze anys ja dirigia una orquestra. Estudia sense mestre composició musical, el violí, el piano, i ensems es dedicava a lectura d'obres d'història, filosofia i literatura. També cursà, durant dos anys, la carrera de notariat, i el 1846 es traslladà a Madrid per perfeccionar els seus coneixements musicals en el Conservatori, però havent mort el seu pare el 1848, i mancat de béns de fortuna, hagué de retornar a Canàries, on es dedicà a donar lliçons de piano i solfeig, i així contribuir a sostenir la seva mare i els seus germans.
Com a compositor se li deuen diverses obres, entre les que hi figuren: una opereta còmica (Violeta, 1846), l'obertura de la qual és molt popular a Las Palmas; una Missa en fa, que s'executà per primera vegada el 1852: Invitatorio de difuntos, estrenada el novembre de 1852; Missa en do (1853), diversos retalls d'una òpera espanyola, la sarsuela en tres actes Pruebas de amor, que es representà a Las Palmas el 1855; valsos, himnes, marxes, etc.
Entre les seves obres literàries hi figuren les novel·les: Esperanza, Eduardo Alar, Canarias en 1909, Maynel, Benartemi, i El último de los Canarios, i les produccions històriques: Historia de la Gran Canaria, Historia de la Inquisición en Canarias, Biografias de Canarios célebres, i la monumental Historia general de las Islas Canarias, que li valgueren el ser nomenat corresponent de la Reial Acadèmia de Historia.
També va escriure diversos articles periodístics, i fou director dels diaris El Porvenir, El Canario i El Omnibus, que es publicaren, successivament, en Las Palmas, i en ells es defensà amb gran anhel els interessos de l'Illa. La ciutat de Las Palmas, per honorar la memòria de Millares Torres, donà aquest nom al carrer on radica la casa en què morí aquest escriptor.